# Король Матиуш Первый
«Король Ма́тиуш Первый» (пол. «Król Maciuś Pierwszy») — повесть польского писателя и педагога еврейского происхождения Януша Корчака (настоящее имя — Хенрик Гольдшмит, 1878—1942). Первое издание (на польском языке) — Варшава, 1923 год. В том же году вышло продолжение повести — «Король Матиуш на необитаемом острове» (пол. «Król Maciuś na wyspie bezludnej»).

## Сюжет
После внезапной смерти короля на троне оказывается его маленький сын — король Матиуш I. Первое время он не принимает участия в управлении государством, продолжая обычную жизнь малолетнего принца. От скуки Матиуш заводит тайную дружбу с Фелеком, мальчиком из простонародья. Когда начинается война сразу с тремя соседними королевствами, Матиуш вместе с Фелеком бежит из дворца на фронт, где под вымышленным именем становится «сыном полка» и на себе испытывает ужасы войны и тяготы солдатской службы, включая попадание в плен и освобождение. В конце концов его инкогнито раскрывается, войска охватывает воодушевление, и война заканчивается полным разгромом неприятеля.
После возвращения с войны Матиуш становится решительнее и берёт власть в свои руки. Министры не могут ему перечить, ибо по законам он является абсолютным монархом, а его слова, подтверждённые формулой «Такова моя королевская воля!», — безусловным приказом. Матиуш не проявляет самодурства, не пренебрегает опытом взрослых министров и дружественно настроенных королей. Тем не менее его реформаторские идеи, как правило, ошеломляют своей новизной и радикальностью. Он пытается проводить реформы, направленные на то, чтобы улучшить положение жителей королевства, особенно детей. В частности, Матиуш наряду с обычным парламентом создаёт и детский, в котором заседают его сверстники. Благодаря дружбе с африканским королём Бум-Друмом Матиуш добывает немыслимое количество золота, и реформы поначалу идут очень успешно. Но у ряда соседних королей это вызывает зависть. Они разрушают его государство с помощью шпионов, умело играющих на неопытности детей, допущенных к управлению государством (границы полномочий взрослого и детского парламентов не были проведены чётко), — и особенно Фелека, ставшего тщеславным карьеристом и присвоившего себе титул «Барон фон Раух». Вновь начинается война, которую Матиуш проигрывает. Победители решают сначала подвергнуть его имитации расстрела (как Достоевского), а потом сослать на необитаемый остров (как Наполеона I).
В продолжении повести Матиуш совершает побег из заключения и вновь оказывается в своей стране инкогнито. Матиуш пытается создавать детские подпольные организации, быстро становится жертвой предательства, от чего впадает в уныние и сомнения. Пользуясь случаем — проходящим на вымышленном острове Фуфайка международным конгрессом — и помощью Бум-Друма, он объявляет о себе и добровольно удаляется в изгнание на необитаемый остров, где некоторое время отдыхает от мирской суеты. Постепенно узнавая новости о гибели Бум-Друма и разграблении его страны белыми королями, о плачевном состоянии собственной страны, о вернувшемся бесправии детей и подростков, Матиуш понимает, что больше не может оставаться в стороне, и предпринимает новый побег. Матиуш возвращается в свою страну, но его похищает агентура одного из соседних королевств и отправляет в каторжные работы. Тюремный врач жалеет малолетнего «преступника» и помогает ему бежать, инсценировав смерть от побоев. После этого Матиуш становится обычным школьником-сиротой, и узнают его не сразу. Тем временем в мире происходит некоторое смягчение нравов. После нового — и окончательного — раскрытия инкогнито Матиуш встречается с добрым отношением людей, и даже бывшие враги приносят ему извинения.
Немного повзрослев, Матиуш устраивается работать на фабрику. Однажды встретив Фелека, вконец обнищавшего, он берёт его себе в помощники. Фелек оказывается плохим работником, по его вине на фабрике происходит авария и Матиуш гибнет. Перед смертью Матиуш успевает простить Фелека и познакомить его со своей лучшей подругой, дочерью Бум-Друма Клу-Клу.

## Основные персонажи
Король Матиуш Реформатор, главный герой книги. Не лишён детской наивности и авантюризма, но благороден, отзывчив и отважен.
Фелек, друг Матиуша. Обычный дворовый ребёнок — безответственный, но храбрый, весёлый и любопытный. Причиняя королю Матиушу немало бед, он, тем не менее, необходим как живой представитель народа и «движок» всей его реформаторской деятельности.
Король Бум-Друм, африканец, друг и союзник Матиуша.
Принцесса Клу-Клу, дочь короля Бум-Друма, верная подруга Матиуша.
Грустный король, глава одной из соседних стран, тоже реформатор и большой друг Матиуша.
Молодой король, другой сосед Матиуша, заклятый враг и ненавистник.
Король-хитрец, третий сосед, сдержанный и прагматичный. Во время «суда победителей» над Матиушем образует с двумя предыдущими своего рода «тройку», в которой выступает в роли судьи.
Журналист, шпион-диверсант из страны Молодого короля. Постоянно присутствует на заседаниях Детского Парламента. Поначалу приобретает доверие достаточно разумными советами, но постепенно переходит к дезинформации.
Лорд Пакс, дипломат умеренных консервативных взглядов. Председатель международного конгресса по послевоенному переустройству мира.
Королева Кампанелла, одинокая вдова. После утраты Матиушем королевства хочет усыновить его как наследника, но Матиуш оказывается слишком свободолюбивым. Трагическая гибель Кампанеллы во время конгресса послужила поводом для разорения Африки европейскими войсками.

## Исторический контекст
Некоторые события в книге напоминают факты реальной истории Польши: разделы Речи Посполитой между тремя державами, приобретение Польшей выхода к морю после Первой мировой войны и строительство порта Гдыня. Матиуша как короля-реформатора можно сравнить с последним польским королём Станиславом II, который также проводил реформы и, в частности, способствовал основанию первой польской газеты «Monitor».
Тем не менее, в большинстве случаев бесполезно искать у героев и событий книги слишком конкретные прототипы. Автор передаёт «дух» первой половины XX века, а не «букву».
Некоторые изобретения Матиуша соответствуют тем, которые Корчак вводил у себя в Доме Сирот: зелёный флаг (символ детского интернационализма) и опыты в области самоуправления. Но если в книге речь шла о верховной законодательной власти, то в действительности Корчак доверял детям лишь участие в судебной её ветви.

## На русском языке
В 1924 году в СССР вышла книга «Приключение Короля Матюша» (перевод с польского Ю. Н. Райтлер; рис. Б. В. Покровского. — Ленинград: Сектор «Юный Пролетарий» Рабочего Изд-ва «Прибой», 1924. — 250 с.).
Первый полный перевод двух повестей о Матиуше на русский язык был сделан Музой Павловой и выпущен варшавским издательством «Полония» в 1958 году (впоследствии неоднократно переиздавался). В России этот перевод был впервые опубликован в Москве в 1992 году.
В 1972 году в СССР была издана книга, включавшая обе повести в переводе Н. Я. Подольской, впоследствии переиздавалась в 1989 году.
В обоих русских переводах есть некоторые искажения. В частности, затуманены обстоятельства гибели королевы Кампанеллы. Этот ключевой для второй книги эпизод сокращён в переводе М.Павловой и основательно переписан в переводе Н.Подольской.
Первая известная экранизация «Король Матиуш I» была сделана польской кинематографисткой Вандой Якубовской под названием в 1957 году; в заглавной роли снялся Юлек Выжиковский.
В 1964 году Пётр Фоменко в ЦДТ осуществил первую сценическую интерпретацию повести (позже в 1976 г. ТО Экран снята киноверсия).
В 1967 году молодой режиссёр Владимир Пахомов поставил на сцене Одесского театра юного зрителя спектакль «Король Матиуш Первый».
В 1974 году режиссёр Бэно Аксёнов осуществил, на экспериментальной сцене Молдавского театрального общества (Кишинёвский Дом Актёра), совместно со студентами Государственного института искусств им Г. Музическу и молодыми актёрами Кишинёвского государственного театра им. А. П. Чехова, свою версию повести Януша Корчака.
В 1988 году на сюжет повести композитор Лев Конов создал одноактный мюзикл для детей. В том же году он был впервые исполнен, а в 1992 году была осуществлена звукозапись (Либретто Льва Конова и Ольги Жуковой, режиссура Али Ибрагимова).
Кукольный мультфильм в трех частях «Расскажите сказку, доктор» (ТО Экран, 1988 год, режиссёр Аида Зябликова) имеет две сюжетных линии, одна из которых посвящена гибели Корчака и его воспитанников, а другая представляет собой рассказываемую Доктором (то есть Корчаком) сказку о короле Матиуше. По сравнению с дилогией Корчака, линия короля Матиуша сокращена: после начала реформ он со своими сподвижниками гибнет в результате взрыва, устроенного теряющими власть министрами.
В 2009 году Лев Конов переработал свой мюзикл в двухактную оперу.

## На других языках
- Английский: King Matt the First (1986)
- Иврит:
  - (1954) המלך מתיא באי השומם‎
  - (1979) המלך מתיא הראשון‎
- Литовский:
  - Karalius Motiejukas Pirmasis (1982)
- Немецкий:
  - König Hänschen der Erste (1957)
  - König Maciuś der Erste (1979)
- Эсперанто:
  - Reĝo Maĉjo la Unua (2009)
- Японский:
  - 『子どものための美しい国』(1988)
  - 『コルチャック先生のお話　マチウスⅠ世』(1992)
  - 『マチウシ一世王』(2000)
- Украинский:
  - Мацюсеві пригоди (1968)
  - Мацюсеві пригоди (1978)
  - Пригоди короля Мацюся (2011)

## Оценки
По мнению литературного критика Анны Наринской, в детстве книга Корчака «работает как тренажер эмпатии» и как «окно в реальность».